# Edit Miklós
Edit Miklós (ur. 31 marca 1988 w Miercurei-Ciuc, Rumunia) – węgierska narciarka alpejska, do 2010 roku reprezentująca barwy Rumunii.

## Kariera
Edit Miklós urodziła się w Rumunii, w rodzinie węgierskiego pochodzenia. Do 2010 roku reprezentowała Rumunię, jednak w tym samym roku otrzymała węgierskie obywatelstwo. Po uzyskaniu zgody od Międzynarodowej Federacji Narciarskiej od 2011 roku reprezentuje barwy Węgier. Po raz pierwszy na arenie międzynarodowej Edit Miklós pojawiła się 1 grudnia 2003 roku podczas zawodów uniwersyteckich w Kaunertal. Zajęła wtedy 33. miejsce w slalomie. W 2004 roku wystartowała na mistrzostwach świata juniorów w Mariborze, gdzie jej najlepszym wynikiem było 50. miejsce w supergigancie. Najlepszy wynik w tej kategorii wiekowej odniosła podczas mistrzostw świata juniorów w Formigal w 2008 roku, kiedy zajęła piątą pozycję w zjeździe.
W zawodach Pucharu Świata zadebiutowała 18 grudnia 2005 roku we francuskim Val d’Isère, gdzie zajęła 60. miejsce w supergigancie. Pierwsze pucharowe punkty zdobyła trzy lata później, 20 grudnia 2008 roku w Sankt Moritz, zajmując 30. miejsce w tej samej konkurencji. Pierwszy raz na podium zawodów tego cyklu stanęła 24 stycznia 2015 roku w Sankt Moritz, zajmując trzecie miejsce w zjeździe. W zawodach tych wyprzedziły ją jedynie Lara Gut ze Szwajcarii oraz Austriaczka Anna Fenninger. Została tym samym pierwszą węgierską alpejką, która stanęła na podium zawodów Pucharu Świata. Najlepsze wyniki osiągnęła w sezonie 2015/2016, który ukończyła na 43. pozycji w klasyfikacji generalnej i czternastej w klasyfikacji zjazdu.
Pierwszą duża międzynarodową imprezą w jej karierze były igrzyska olimpijskie w Vancouver w 2010 roku. Wystąpiła tam tylko w zjeździe, którego jednak nie ukończyła. Na rozgrywanych cztery lata później igrzyskach w Soczi była między innymi siódma w zjeździe i piętnasta w supergigancie. Zajęła też między innymi dziewiętnaste miejsce w superkombinacji podczas mistrzostw świata w Schladming w 2013 roku i trzynaste miejsce w zjeździe na mistrzostwach świata w Vail/Beaver Creek w 2015 roku.
13 stycznia 2018 roku, podczas zawodów Pucharu Świata w austriackim Bad Kleinkirchheim zerwała więzadła krzyżowe, przez co nie mogła pojechać na swoje trzecie igrzyska do Pjongczangu. Uraz okazał się na tyle poważny, że zawodniczka w kwietniu 2018 roku ogłosiła zakończenie swojej sportowej kariery. Wkrótce później została prezesem Węgierskiego Związku Narciarskiego.

## Osiągnięcia

### Igrzyska olimpijskie
| Miejsce | Dzień     | Rok  | Miejscowość | Konkurencja     | Czas biegu  | Strata  | Zwyciężczyni              |
| ------- | --------- | ---- | ----------- | --------------- | ----------- | ------- | ------------------------- |
| DNF     | 17 lutego | 2010 | Vancouver   | Zjazd           | 1:44,19 min | —       | Lindsey Vonn              |
| 15.     | 15 lutego | 2014 | Soczi       | Supergigant     | 1:25,52 min | +2,35 s | Anna Fenninger            |
| 16.     | 10 lutego | 2014 | Soczi       | Superkombinacja | 2:34,62 min | +6,99 s | Maria Höfl-Riesch         |
| 7.      | 12 lutego | 2014 | Soczi       | Zjazd           | 1:41,57 min | +0,71 s | Dominique Gisin Tina Maze |
| 34.     | 18 lutego | 2014 | Soczi       | Gigant          | 2:36,87 min | +9,72 s | Tina Maze                 |

### Mistrzostwa świata
| Miejsce | Dzień     | Rok  | Miejscowość       | Konkurencja     | Czas biegu  | Strata  | Zwyciężczyni      |
| ------- | --------- | ---- | ----------------- | --------------- | ----------- | ------- | ----------------- |
| 18.     | 3 lutego  | 2009 | Val d’Isère       | Supergigant     | 1:20,73 min | +3,96 s | Lindsey Vonn      |
| DNF1    | 6 lutego  | 2009 | Val d’Isère       | Superkombinacja | 2:20,13 min | —       | Kathrin Zettel    |
| 18.     | 9 lutego  | 2009 | Val d’Isère       | Zjazd           | 1:30,31 min | +3,10   | Lindsey Vonn      |
| 31.     | 8 lutego  | 2011 | Ga-Pa             | Supergigant     | 1:23,82 min | +5,54 s | Elisabeth Görgl   |
| 23.     | 11 lutego | 2011 | Ga-Pa             | Superkombinacja | 2:43,23 min | +9,36 s | Anna Fenninger    |
| DNS1    | 5 lutego  | 2013 | Schladming        | Supergigant     | 1:35,39 min | —       | Tina Maze         |
| 19.     | 8 lutego  | 2013 | Schladming        | Superkombinacja | 2:39,92 min | +7,26 s | Maria Höfl-Riesch |
| 23.     | 10 lutego | 2013 | Schladming        | Zjazd           | 1:50,00 min | +3,25 s | Marion Rolland    |
| DNF     | 3 lutego  | 2015 | Vail/Beaver Creek | Supergigant     | 1:10,29 min | —       | Anna Fenninger    |
| 13.     | 6 lutego  | 2015 | Vail/Beaver Creek | Zjazd           | 1:45,89 min | +1,64 s | Tina Maze         |
| DNS2    | 9 lutego  | 2015 | Vail/Beaver Creek | Superkombinacja | 2:33,37 min | —       | Tina Maze         |
| 40.     | 12 lutego | 2015 | Vail/Beaver Creek | Gigant          | 2:19,16 min | +8,74 s | Anna Fenninger    |

### Mistrzostwa świata juniorów
| Miejsce | Dzień     | Rok  | Miejscowość  | Konkurencja | Czas biegu  | Strata   | Zwyciężczyni                      |
| ------- | --------- | ---- | ------------ | ----------- | ----------- | -------- | --------------------------------- |
| 58.     | 4 lutego  | 2004 | Maribor      | Zjazd       | 1:12,23 min | +5,40 s  | Maria Riesch                      |
| 50.     | 4 lutego  | 2004 | Maribor      | Supergigant | 1:26,79 min | +5,16 s  | Nadia Fanchini Andrea Fischbacher |
| 55.     | 4 lutego  | 2004 | Maribor      | Gigant      | 2:21,39 min | +12,08 s | Maria Riesch                      |
| DNF2    | 4 lutego  | 2004 | Maribor      | Slalom      | 1:40,73 min | —        | Kathrin Zettel                    |
| 32.     | 23 lutego | 2005 | Bardonecchia | Zjazd       | 1:28,84 min | +3,22 s  | Nadia Fanchini                    |
| 38.     | 24 lutego | 2005 | Bardonecchia | Supergigant | 1:26,81 min | +4,11 s  | Andrea Fischbacher                |
| 33.     | 25 lutego | 2005 | Bardonecchia | Slalom      | 1:23,97 min | +15,75 s | Šárka Záhrobská                   |
| 70.     | 26 lutego | 2005 | Bardonecchia | Gigant      | 2:21,34 min | +18,60 s | Nadia Fanchini                    |
| 6.      | 7 marca   | 2007 | Altenmarkt   | Zjazd       | 1:39,69 min | +1,10 s  | Tina Weirather                    |
| 58.     | 8 marca   | 2007 | Altenmarkt   | Gigant      | 2:14,90 min | +15,88 s | Nicole Schmidhofer                |
| DNF1    | 9 marca   | 2007 | Altenmarkt   | Supergigant | 1:19,34 min | —        | Nicole Schmidhofer                |
| DNF1    | 28 lutego | 2008 | Formigal     | Slalom      | 1:33,85 min | —        | Bernadette Schild                 |
| 13.     | 23 lutego | 2008 | Formigal     | Supergigant | 1:40,19 min | +3,65 s  | Viktoria Rebensburg               |
| 5.      | 26 lutego | 2008 | Formigal     | Zjazd       | 1:50,13 min | +1,60 s  | Ilka Štuhec                       |
| 44.     | 28 lutego | 2008 | Formigal     | Slalom      | 1:33,85 min | +14,18 s | Bernadette Schild                 |
| 50.     | 29 lutego | 2008 | Formigal     | Gigant      | 1:42,50 min | +9,94 s  | Anna Fenninger                    |
| 10.     | 29 lutego | 2008 | Formigal     | Kombinacja  | 30,20 pkt   | ?        | Anna Fenninger                    |

### Puchar Świata

#### Miejsca w klasyfikacji generalnej
- sezon 2011/2012: 115.
- sezon 2012/2013: 90.
- sezon 2013/2014: 64.
- sezon 2014/2015: 51.
- sezon 2015/2016: 43.
- sezon 2016/2017: 58.
- sezon 2017/2018: 105.

#### Miejsca na podium w zawodach
| Nr | Data             | Miejscowość  | Konkurencja | Czas łączny | Miejsce | Strata  | Zwyciężczyni |
| -- | ---------------- | ------------ | ----------- | ----------- | ------- | ------- | ------------ |
| 1. | 24 stycznia 2015 | Sankt Moritz | Zjazd       | 1:44,40 min | 3.      | +0,58 s | Lara Gut     |
| 2. | 3 grudnia 2016   | Lake Louise  | Zjazd       | 1:24,95 min | 3.      | +0,58 s | Ilka Štuhec  |